# Comerciant

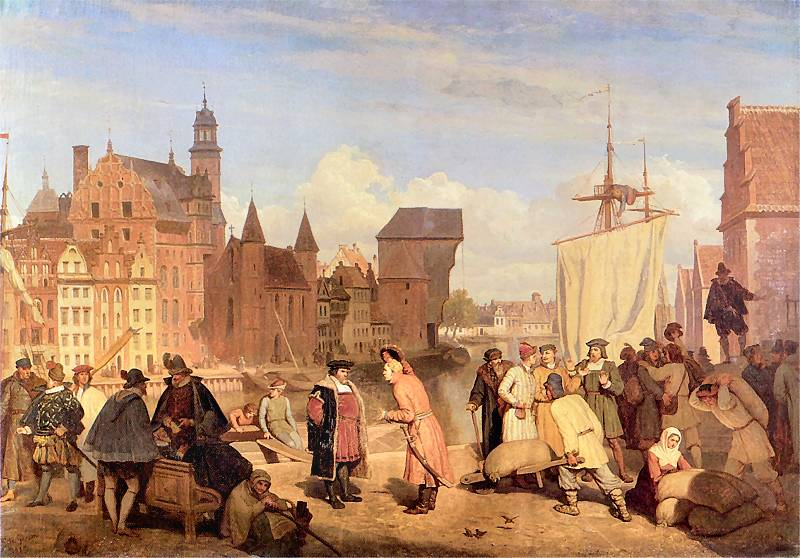
Negustori in portul Danzig (secolul XVII)

Un comerciant (denumit și negustor) este o persoană care tranzacționează mărfuri produse de alte persoane, în special unul care tranzacționează cu țări străine. Din punct de vedere istoric, un comerciant este definit că oricine este implicat în afaceri sau comerț.
Statutul comerciantului a variat în diferite perioade ale istoriei și în diferite societăți. În vremurile moderne, termenul de comerciant a fost folosit ocazional pentru a se referi la un om de afaceri sau la cineva care desfășoară activități (comerciale sau industriale) în scopul generării de flux de numerar, profit, vânzări și venituri utilizând o combinație de oameni, financiar, intelectual și fizic. capital în vederea alimentării dezvoltării și creșterii economice.
Termenul „negustor” se poate referi la:
- Persoană (în latină mercator) care se ocupă cu comerțul particular, sau comerciant, acela care vinde marfă.
- Negustorie, tranzacție, activitate economică particulară, privind circulația mărfurilor, vânzarea și cumpărarea lor cu scopul de a realiza un profit sau beneficiu.

## Poziție în societate
În ierarhia socială veche, erau considerați ca piloni ai societății: clerul, nobilimea, cetățenii și a patra grupă erau negustorii. Aceștia erau de regulă de ceilalți urâți și persecutați, pe considerentul că avutul lor provine din înșelăciune. Dar în același timp erau și prețuiți pentru schimburile comerciale, sau culturale, care erau realizate de negustori. Prin secolul XII negustorii s-au străduit să existe și o breaslă a negustorilor, astfel au luat  naștere breslele negustorilor, iar în Germania apar orașele hanseatice. 

## Negustorii din antichitate

Harta rutelor comerciale feniciene

Comercianții au existat atâta timp cât oamenii au desfășurat afaceri, comerț sau comerț. O clasă de comercianți a funcționat în multe societăți premoderne . Piețele publice în aer liber, unde se adunau comercianții și comercianții, funcționau în Babilonia și Asiria antice, China, Egipt, Grecia, India, Persia, Fenicia și Roma. Aceste piețe ocupau de obicei un loc în centrul orașului. Înconjurând piața, meșteșugarii calificați, cum ar fi lucrătorii din metal și lucrătorii din piele, ocupau spații în moduri alee care duceau la piața deschisă. Este posibil ca acești meșteșugari să fi vândut mărfuri direct de la sediul lor, dar și să pregătească bunuri de vânzare în zilele de piață. În Grecia antică, piețele funcționau în agora (spațiu deschis) și în Roma antică în forum . Forumurile Romei includeau Forum Romanum, Forum Boarium și Forumul lui Traian . Forum Boarium, unul dintr-o serie de forumuri venale sau piețe alimentare, a luat naștere, așa cum sugerează și numele său, ca o piață a vitelor.  Forumul lui Traian era o întindere vastă, cuprinzând mai multe clădiri cu magazine pe patru niveluri. Forumul roman a fost, fără îndoială, cel mai vechi exemplu de magazin permanent cu amănuntul. 
În antichitate, schimbul implica vânzarea directă prin sedii de vânzare cu amănuntul permanente sau semipermanente, cum ar fi deținătorii de standuri la piețe sau deținătorii de magazine care vând din propriile sedii sau prin vânzări directe din ușă în ușă prin comercianți sau comercianți ambulanți . Natura vânzării directe centrată pe schimbul tranzacțional, în care mărfurile erau expuse deschis, permițând cumpărătorilor să evalueze calitatea direct prin inspecție vizuală. Relațiile dintre comerciant și consumator au fost minime  jucând adesea în preocupările publice cu privire la calitatea produselor.

## În societatea greco-romană

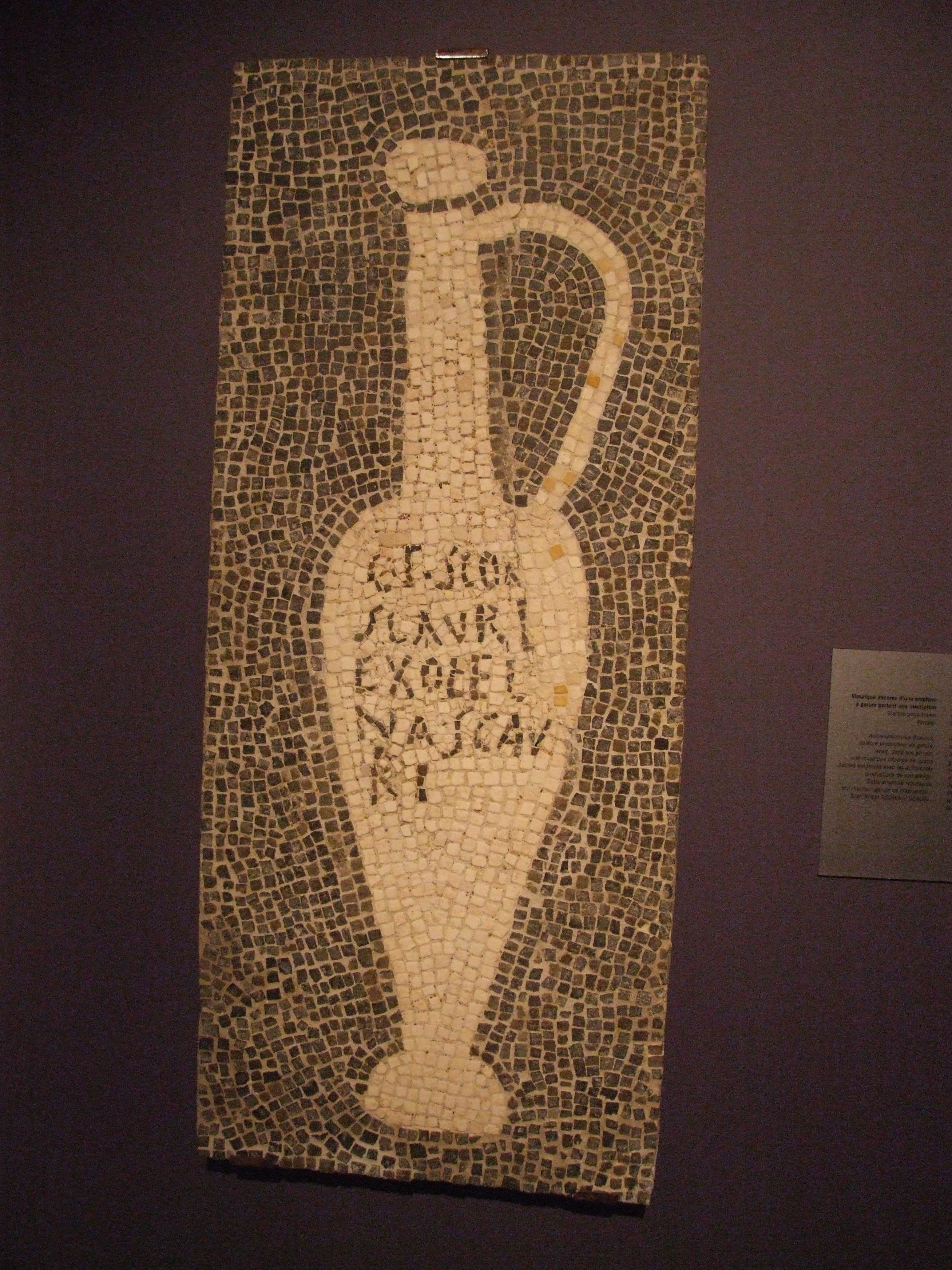
Amfora mozaic din vila lui Aulus Umbricius Scaurus: „G(ari) F(los) SCO[m]/ SCAURI/ EX OFFI[ci]/NA SCAU/RI” care se traduce prin „Floarea de garum, făcută din macrou, un produs al lui Scaurus, din magazinul lui Scaurus”.

În societatea greco-romană , comercianții de obicei nu aveau un statut social înalt, deși s-ar fi putut bucura de o mare bogăție. Umbricius Scauras, de exemplu, a fost un producător și comerciant de sos de pește (cunoscut și sub numele de garum ) în Pompei, în jurul anului 35 d.Hr. Vila sa, situată într-unul dintre cartierele mai bogate din Pompei, era foarte mare și ornamentată demonstrând averea sa substanțială. Modelele de mozaic de pe podeaua atriumului său erau decorate cu imagini de amfore purtând marca sa personală. Pe una din inscripțiile de pe amfora mozaic se putea citi: „G(ari) F(los) SCO[m]/ SCAURI/ EX OFFI[ci]/NA SCAU/RI” care se traduce prin „Floarea de garum, făcută din macrou, un produs al lui Scaurus, din magazinul lui Scaurus”. Sosul de pește al lui Scauras avea o reputație de calitate foarte înaltă în întreaga Mediterană; faima sa era cunoscută până în sudul modern al Franței. Alți comercianți romani de seamă au fost: Marcus Julius Alexander (16 – 44 d.Hr.), Sergius Orata (fl. c. 95 î.Hr.) și Annius Plocamus (secolul I d.Hr.).

## În lumea romană

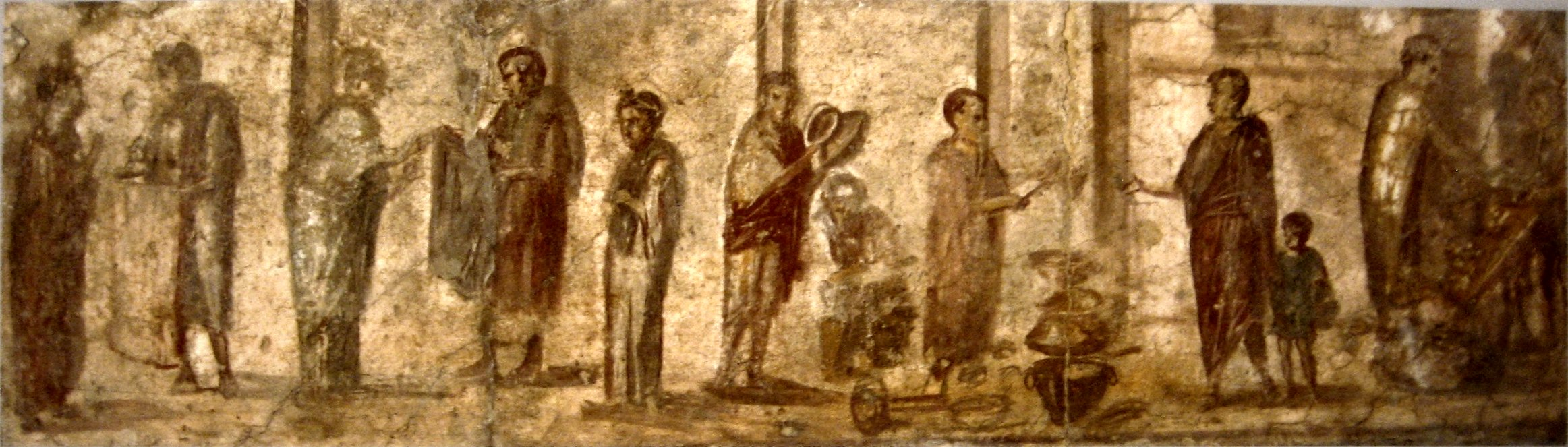
Pictura murală din Pompei prezintă activitățile zilnice într-o piață

În lumea romană, negustorii locali serveau nevoile proprietarilor de terenuri mai înstăriți. În timp ce țăranii locali, care erau în general săraci, se bazau pe piețe în aer liber pentru a cumpăra și vinde produse și mărfuri, producătorii importanți, precum marile moșii, erau suficient de atrăgători pentru ca negustorii să poată apela direct la porțile fermei. Proprietarii de terenuri foarte bogați și-au gestionat propria distribuție, care poate presupunea exportul.  Piețele au fost, de asemenea, centre importante ale vieții sociale, iar comercianții au ajutat la răspândirea de știri și bârfe.

## În epoca medievală
Europa a fost martora unei expansiuni rapide a comerțului și la creșterea unei clase de comercianți bogate și puternice. Până în secolul al XII-lea a existat o creștere a numărului de orașe-târg și apariția rutelor comerciale, deoarece comercianții au acumulat surplusuri din târgurile regionale mici și le-au revândut la orașele-târg. Vânzătorii ambulanți sau negustorii ambulanți au completat golurile din sistemul de distribuție. Începând cu secolul al XI-lea, cruciadele au ajutat la deschiderea de noi rute comerciale în Orientul Apropiat. Negustorii medievali au început să facă comerț cu mărfuri exotice importate de pe țărmuri îndepărtate, inclusiv mirodenii, vin, alimente, blănuri, pânze fine (în special mătase), sticlă, bijuterii și multe alte bunuri de lux . Orașele-târg au început să se răspândească în peisaj în perioada medievală.

## Galerie

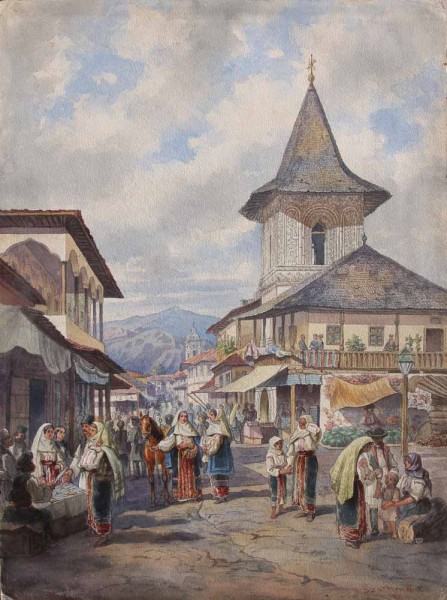
Carol Popp de Szathmáry - Târg la Câmpulung Muscel
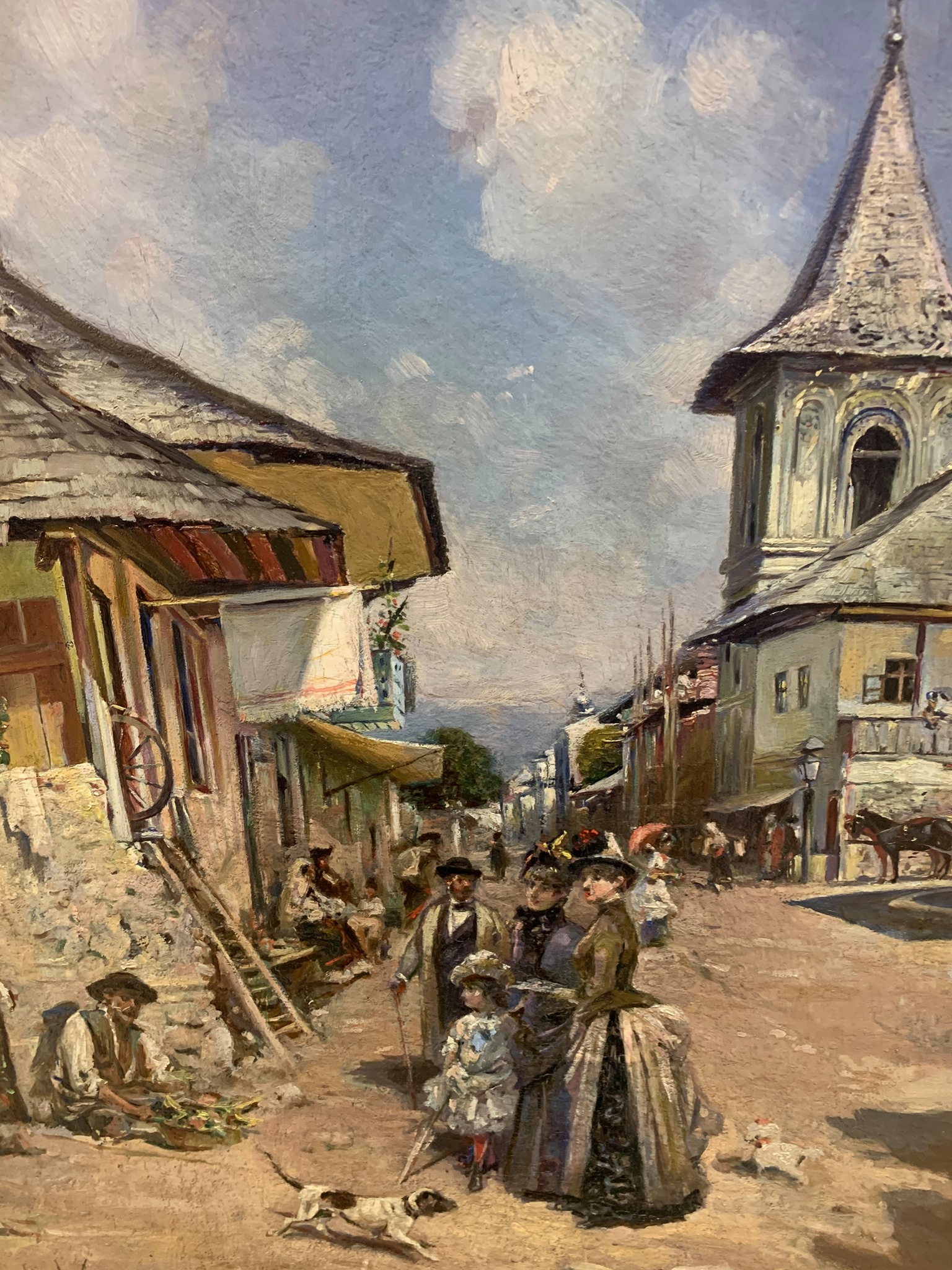
Theodor Aman - Stradă din Cîmpulung, 1890
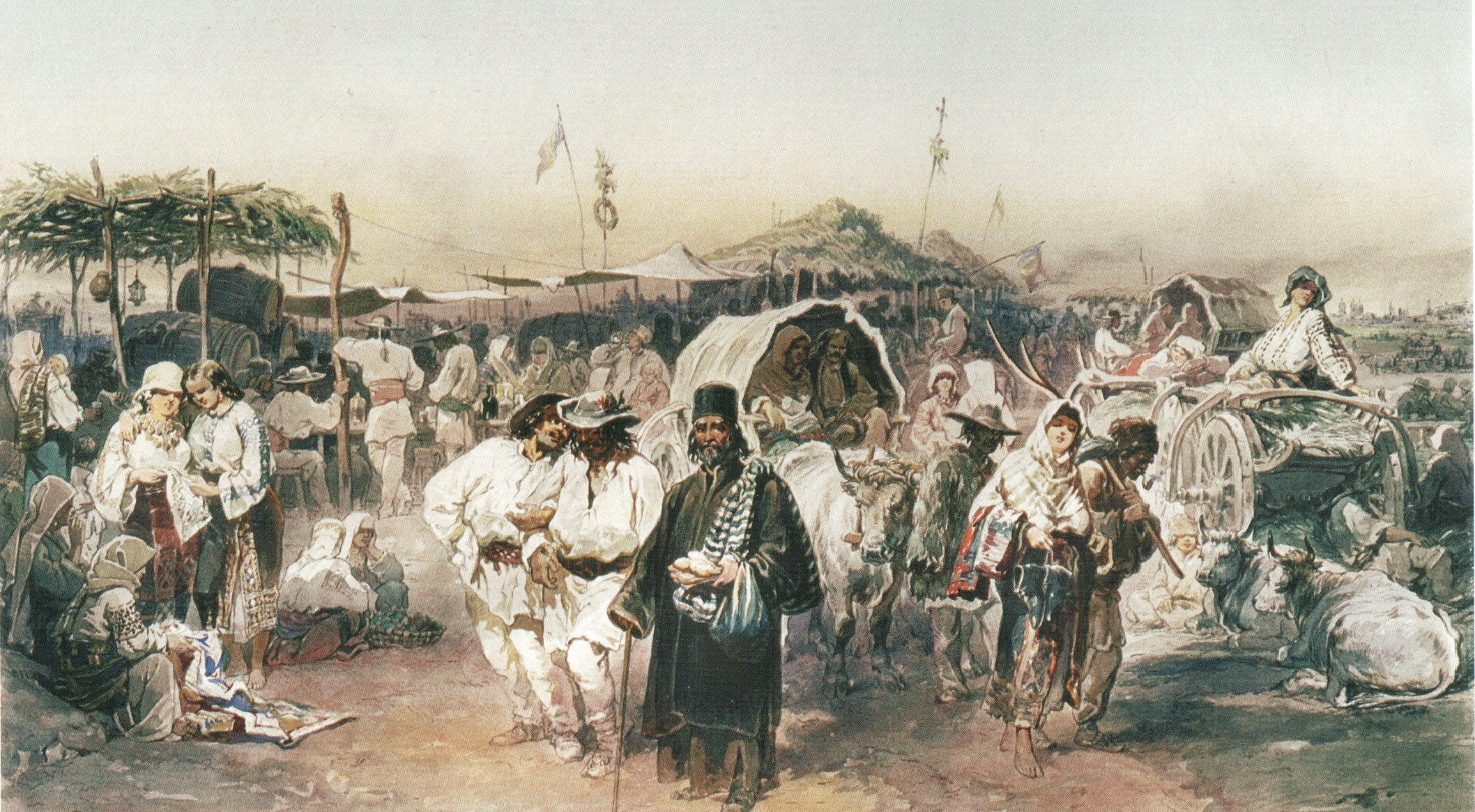
Preziosi - Târg la Buzău
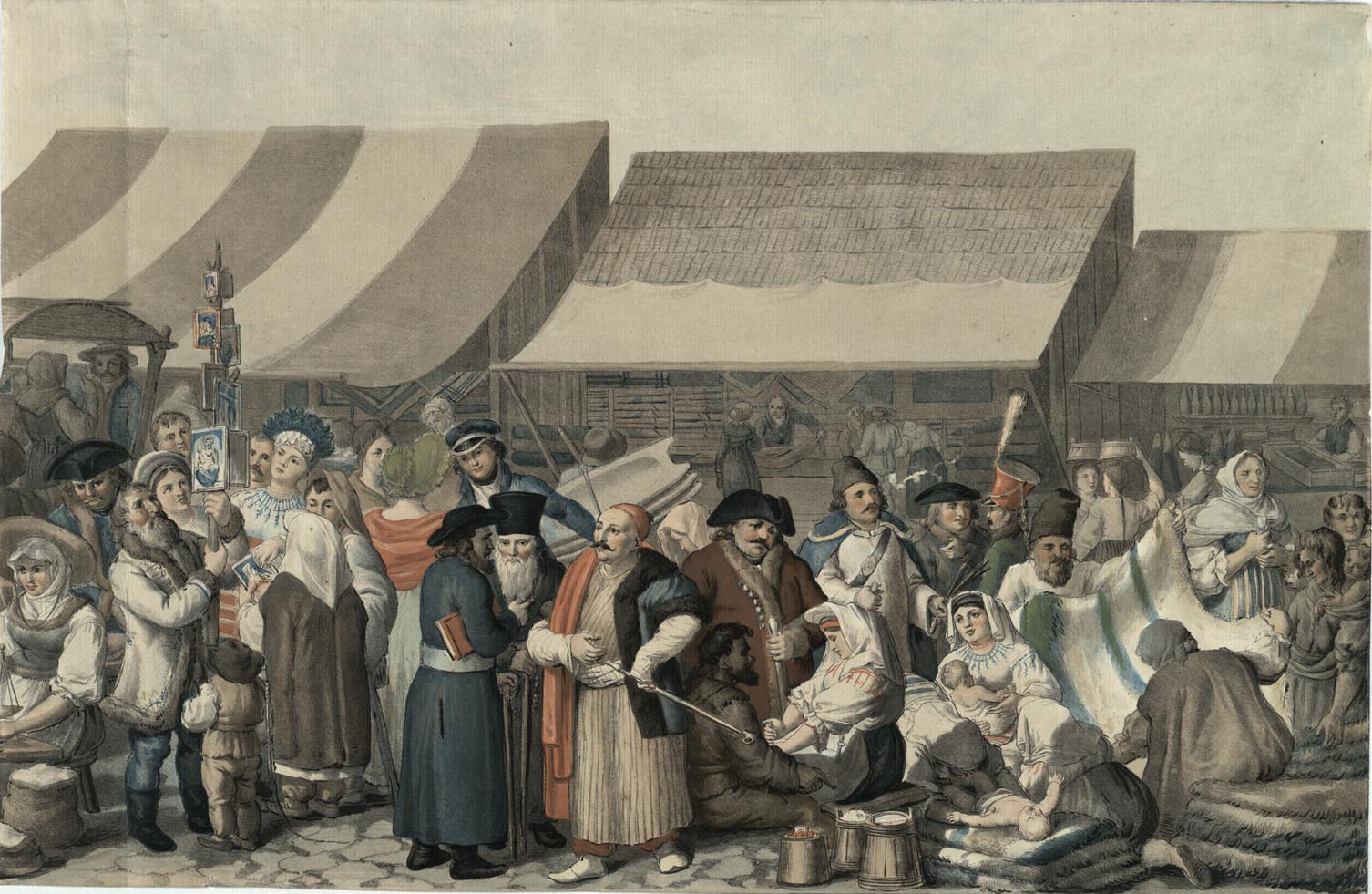
Lanzedelli - Târg în Transilvania
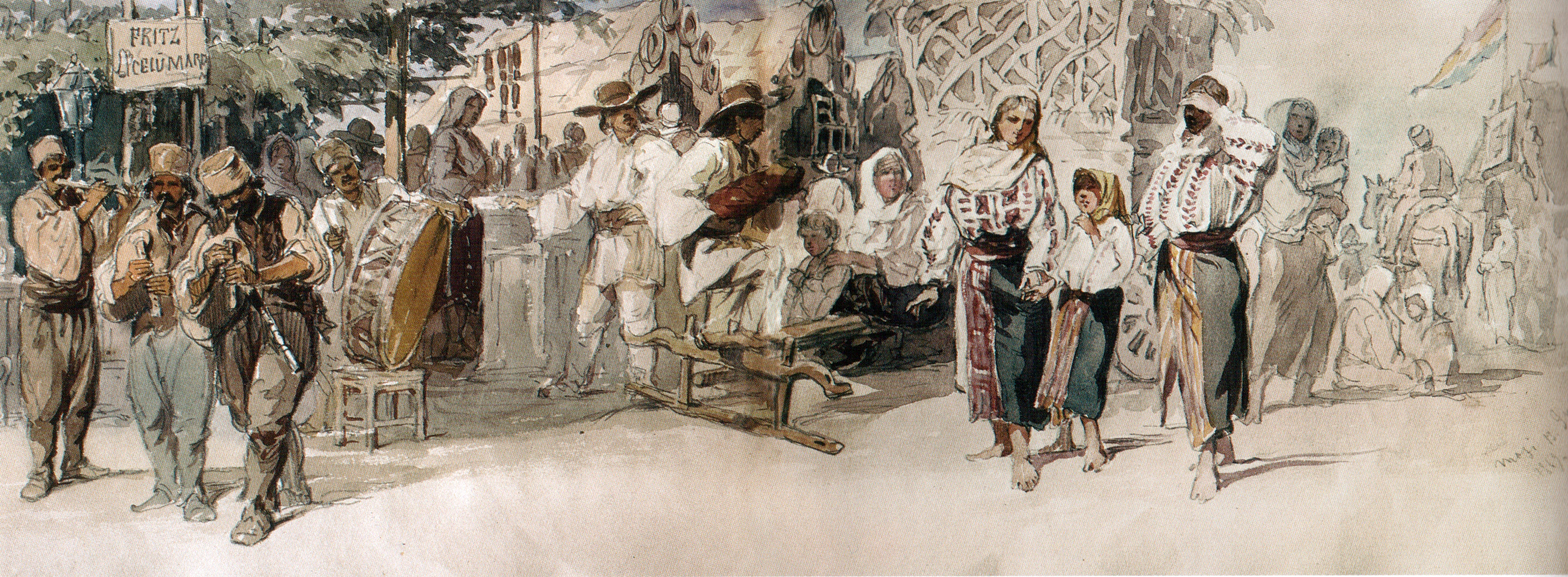
Preziosi - Târgul Moşilor
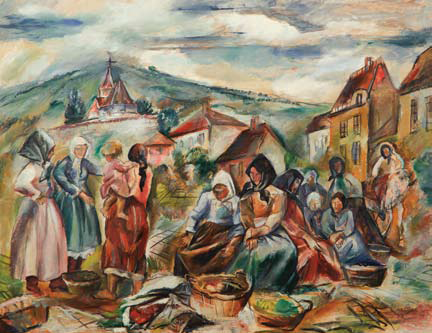
Elena Popea - Targ in Ardeal
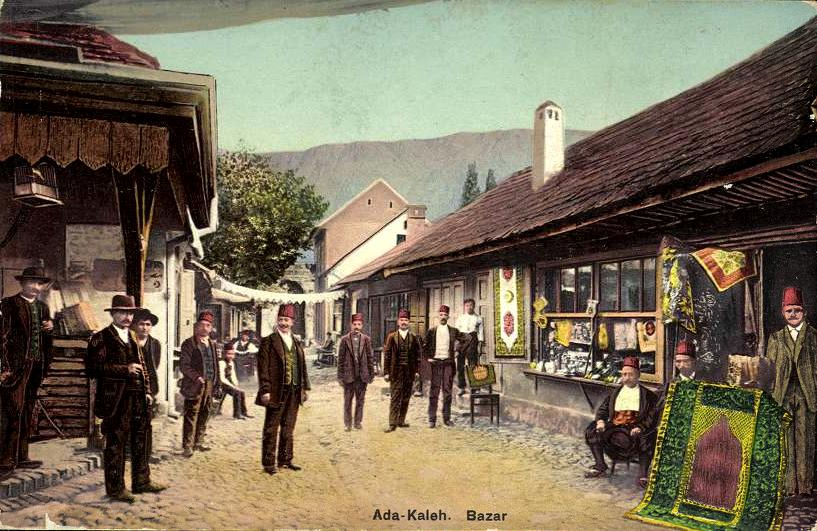
Bazar pe insula Ada Kaleh - carte poștală